# HWA American Luchacore Championship
L'HWA American Luchacore Championship è un titolo che viene difeso nella federazione Heartland Wrestling Association. Il 10 giugno 2009, Tim Donst distrusse l'HWA Cruiserweight Championship e, per sostituire il titolo distrutto, il presidente Tim Tatum creò questo titolo. Le regole nei match nei quali è in palio questo titolo sono particolari. Infatti il count-out può arrivare fino a 20 anziché a 10 come avviene nei match normali.

## Albo d'oro
| Wrestler        | Regno | Data             | Luogo      | Note |
| --------------- | ----- | ---------------- | ---------- | --- |
| Aaron Williams  | 1     | 10 giugno 2009   | Middletown | Il presidente Tim Tatum consegnò il titolo ad Aaron Williams dopo che Tim Donst distrusse l'HWA Cruiserweight Championship. |
| Vacante         | N/A   | 6 gennaio 2010   | Middletown | Williams rese vacante il titolo per concentrarsi sull'HWA Heavyweight Championship.                                         |
| Jesse Emerson   | 1     | 28 gennaio 2010  | Middletown | Vincendo un Six-Pack Challenge Match che includeva anche Kasen Assad, Sid Fabulous, The Madness, Tim Donst e Ron Mathis.    |
| Ron Mathis      | 1     | 26 maggio 2010   | Middletown | |
| Sid Fabulous    | 1     | 18 dicembre 2010 | Norwood    | |
| Ron Mathis      | 2     | 3 giugno 2011    | Hamilton   | |
| Dave Crist      | 1     | 16 luglio 2011   | Hamilton   | |
| Ron Mathis      | 3     | 27 agosto 2011   | Norwood    | |
| Dave Crist      | 2     | 17 dicembre 2011 | Hamilton   | |
| Gerome Phillips | 1     | 25 febbraio 2012 | Hamilton   | |
| Nick Cutler     | 1     | 3 aprile 2012    | Hamilton   | |
| Alex Colon      | 1     | 22 maggio 2012   | Hamilton   | |
| Trevor Court    | 1     | 31 luglio 2012   | Hamilton   | |
| Remi Wilkins    | 1     | 2 ottobre 2012   | Hamilton   | |